# Cheilosia fuma
Cheilosia fuma is een vliegensoort uit de familie van de zweefvliegen (Syrphidae). De wetenschappelijke naam is gepubliceerd in 1946 door Fluke en Hull.